# حميدان (غيزانية)
حميدان (بالفارسية: حمیدان) هي قرية وتقع في إيران في قسم غيزانية الريفي. يقدر عدد سكانها بـ 87 نسمة بحسب إحصاء 2016.